# 韦阿卷叶蛛
韦阿卷叶蛛（学名：Ajmonia velifera）为卷叶蛛科阿卷叶蛛属的动物。分布于印度至中国以及中国大陆的等地。